# Crastina tamaricina
Crastina tamaricina är en insektsart som först beskrevs av Loginova 1960.  Crastina tamaricina ingår i släktet Crastina och familjen rundbladloppor.
Artens utbredningsområde är Iran. Inga underarter finns listade i Catalogue of Life.